# Стрілецька бухта (мікрорайон)
Стрілецька бухта (крим. Striletska Körfesı) або Стрілецький, чи просто Стрілка — мікрорайон Севастополя у Гагарінському районі.
Узбережжя району включає Стрілецьку, Пісочну та Карантинну бухти. Від першої з них походить назва мікрорайону.

## Опис
Західніше Стрілецького мису, тобто на протилежному від Стрілки боці, берег низький і рівнинний.
Основні напрямки — Проспект Гагаріна, вул. Вакуленчука, Вулиця Меньшикова, Єрошенка. Основні локальні центри — ринок на пл. 50-річчя СРСР, ТРЦ «Мусон».
На вулиці Вакуленчука збереглись залишки форту початку XX ст.
На східному березі Стрілецької бухти знаходиться центральний корпус Севастопольського університету з студмістечком.
На узбережжі бухти Пісочної розташовано два міських безкоштовних пляжі, «Пісочний» та «Сонячний».

## Пляжі

### Сонячний
Невеликий пляж в Пісочній бухті. Раніше називався солдатським, певно через те, що на нього ходили купатися прикордонники та ППОшники. Розташований між санаторієм «Будівельник» зліва та заповідником Херсонес Таврійський справа. З обох боків скелястий берег, а до пляжу слід спускатися досить крутим схилом. Поруч з пляжем невеликий парк. Між пляжем та прилеглою до нього територією і заповідником невисока бетонна стіна. На цьому пляжі в шестидесяті роки XX століття знімали фільм «Казка про царя Салтана».

### Пісочний
Маленький та старий міський пляж. Розташований між санаторієм «Будівельник» зі сходу і військово-морською академією ім. Нахімова з заходу. Пляж впорядкований і має своїх рятувальників, медпункт і туалет.